# Nazionale maschile di calcio a 5 della Polonia
La nazionale di calcio a 5 della Polonia è, in senso generale, una qualsiasi delle selezioni nazionali di Calcio a 5 della Polski Związek Piłki Nożnej che rappresentano la Polonia nelle varie competizioni ufficiali o amichevoli riservate a squadre nazionali.
La Polonia non vanta una grande tradizione in fatto di calcio a 5, la squadra polacca ha partecipato ad un unico campionato del mondo, il FIFA Futsal World Championship 1992, dove ha raggiunto il secondo turno dietro all'Argentina, eliminando Nigeria ed Hong Kong.
Ai campionati europei, la Polonia è stata presente nelle qualificazioni sin dalla prima edizione sperimentale del 1996 dove nel girone A giunse quarta su sei, eliminata dall'Olanda. Alle qualificazioni per gli Europei di Spagna del 1999 giunse seconda dietro la qualificata Croazia. Due anni più tardi guadagnò la sua prima e per ora unica qualificazione alla fase finale, vincendo il proprio raggruppamento e lasciandosi dietro la nazionale portoghese. Nella fase finale però giunse ultima nel girone A, eliminata al primo turno. Le tre successive edizioni non sono state molto fortunate per i polacchi, eliminati nel 2003 dal Belgio, nel 2005 dall'Italia e nel 2007 dalla Spagna campione del mondo.

## Risultati nelle competizioni internazionali

### Coppa del Mondo
| Anno   | Luogo         | Piazzamento     | G | V | N | P | GF | GS |
| ------ | ------------- | --------------- | - | - | - | - | -- | -- |
| 1989   | Paesi Bassi   | Non presente    | - | - | - | - | -  | -  |
| 1992   | Hong Kong     | 2º turno        | 6 | 2 | 0 | 4 | 15 | 22 |
| 1996   | Spagna        | Non qualificata | - | - | - | - | -  | -  |
| 2000   | Guatemala     | Non qualificata | - | - | - | - | -  | -  |
| 2004   | Taipei cinese | Non qualificata | - | - | - | - | -  | -  |
| 2008   | Brasile       | Non qualificata | - | - | - | - | -  | -  |
| 2012   | Thailandia    | Non qualificata | - | - | - | - | -  | -  |
| 2016   | Colombia      | Non qualificata | - | - | - | - | -  | -  |
| 2021   | Lituania      | Non qualificata | - | - | - | - | -  | -  |
| Totale |               | 1/9             | 6 | 2 | 0 | 4 | 15 | 22 |

### Campionato europeo
| Anno   | Luogo       | Piazzamento     | G | V | N | P | GF | GS |
| ------ | ----------- | --------------- | - | - | - | - | -- | -- |
| 1996   | Spagna      | Non qualificata | - | - | - | - | -  | -  |
| 1999   | Spagna      | Non qualificata | - | - | - | - | -  | -  |
| 2001   | Russia      | 1º turno        | 3 | 0 | 0 | 3 | 6  | 18 |
| 2003   | Italia      | Non qualificata | - | - | - | - | -  | -  |
| 2005   | Rep. Ceca   | Non qualificata | - | - | - | - | -  | -  |
| 2007   | Portogallo  | Non qualificata | - | - | - | - | -  | -  |
| 2010   | Ungheria    | Non qualificata | - | - | - | - | -  | -  |
| 2012   | Croazia     | Non qualificata | - | - | - | - | -  | -  |
| 2014   | Belgio      | Non qualificata | - | - | - | - | -  | -  |
| 2016   | Serbia      | Non qualificata | - | - | - | - | -  | -  |
| 2018   | Slovenia    | 1º turno        | 2 | 0 | 1 | 1 | 2  | 6  |
| 2022   | Paesi Bassi | 1º turno        | 3 | 0 | 1 | 2 | 4  | 10 |
| Totale |             | 3/12            | 8 | 0 | 2 | 6 | 12 | 34 |

## Tutte le rose

### Mondiali
Coppa del Mondo di calcio a 5 FIFA 19921 Kazimierz Kucharski, 2 Mirosław Rypel, 3 Dariusz Kałuża, 4 Krzysztof Mikołajewski, 5 Andrzej Antos, 6 Wiesław Lipka, 7 Józef Żymańczyk, 8 Zbigniew Pawela, 9 Leszek Zygmunt, 10 Sylwester Przychodzień, 11 Jacek Ładyński, 12 Jacek Podgórski, CT: Andrzej Góral

### Europei
Campionato europeo di calcio a 5 20011 Pawel Duleba, 2 Krzysztof Kuchciak, 3 Jaroslaw Kaszowski, 4 Tomasz Ciastko, 5 Robert Zamiar, 6 Stanislaw Kwiatkowski, 7 Andrzej Szlapa, 8 Krzysztof Jasinski, 9 Robert Dabrowski, 10 Radoslaw Gradowski, 11 Krzysztof Filipczak, 12 Lukasz Skorupski, 13 Marcin Kwiatkowski, 14 Błażej Korczyński, CT: Roman Sowinski
Campionato europeo di calcio a 5 20181 Michał Kałuża, 2 Michał Kubik, 3 Przemysław Dewucki, 4 Mateusz Cyman, 5 Robert Gładczak, 6 Maciej Mizgajski, 7 Mikołaj Zastawnik, 8 Dominik Solecki, 9 Tomasz Lutecki, 10 Marcin Mikołajewicz, 11 Artur Popławski, 12 Michał Widuch, 13 Tomasz Kriezel, 15 Sebastian Wojciechowski, CT: Błażej Korczyński
Campionato europeo di calcio a 5 20221 Michał Kałuża, 2 Michał Kubik, 3 Mateusz Madziąg, 4 Patryk Hoły, 5 Dominik Śmiałkowski, 6 Sebastian Grubalski, 7 Mikołaj Zastawnik, 8 Dominik Solecki, 9 Tomasz Lutecki, 10 Sebastian Leszczak, 12 Bartłomiej Nawrat, 13 Tomasz Kriezel, 14 Michał Marek, 15 Sebastian Wojciechowski, CT: Błażej Korczyński

## Rosa attuale
Allenatore: Błażej Korczyński
| N. | Pos. | Giocatore               | Data di nascita/Età         | Squadra              |
| -- | ---- | ----------------------- | --------------------------- | -------------------- |
| 1  | POR  | Michał Kałuża           | 22 luglio 1998 (19 anni)    | Rekord Bielsko-Biała |
| 12 | POR  | Michał Widuch           | 5 ottobre 1986 (31 anni)    | Nova Gliwice         |
| 2  | DIF  | Michał Kubik            | 7 maggio 1990 (27 anni)     | Rekord Bielsko-Biała |
| 3  | LAT  | Przemysław Dewucki      | 3 settembre 1988 (29 anni)  | Nova Gliwice         |
| 4  | LAT  | Mateusz Cyman           | 10 ottobre 1991 (26 anni)   | Toruń                |
| 5  | LAT  | Robert Gładczak         | 10 aprile 1988 (29 anni)    | Clearex Chorzów      |
| 6  | DIF  | Maciej Mizgajski        | 16 gennaio 1988 (30 anni)   | Clearex Chorzów      |
| 7  | PIV  | Mikołaj Zastawnik       | 2 settembre 1996 (21 anni)  | Clearex Chorzów      |
| 8  | DIF  | Dominik Solecki         | 17 luglio 1990 (27 anni)    | Akademia Pniewy      |
| 9  | LAT  | Tomasz Lutecki          | 1º settembre 1991 (26 anni) | Nova Gliwice         |
| 11 | LAT  | Artur Popławski         | 4 ottobre 1988 (29 anni)    | Rekord Bielsko-Biała |
| 10 | LAT  | Marcin Mikołajewicz (C) | 22 ottobre 1982 (35 anni)   | Toruń                |
| 13 | DIF  | Tomasz Kriezel          | 5 novembre 1993 (24 anni)   | Toruń                |
| 15 | LAT  | Sebastian Wojciechowski | 17 gennaio 1988 (30 anni)   | RD Chojnice          |

## Lista dei commissari tecnici
| Nome                  | Anni      |
| --------------------- | --------- |
| Krzysztof Sobieski    | 1992      |
| Andrzej Góral         | 1992      |
| Janusz Kupcewicz      | 1993–1994 |
| Michał Globisz        | 1994–1995 |
| Roman Sowiński        | 1995–2001 |
| Leszek Latacz         | 2001–2002 |
| Marek Bęben           | 2002–2004 |
| Stanisław Kwiatkowski | 2004      |
| Władysław Łach        | 2004      |
| Mirosław Nowicki      | 2005      |
| Tomasz Aftański       | 2005–2007 |
| Leszek Latacz         | 2007–2008 |
| Andrzej Bianga        | 2008      |
| Tadeusz Wolny         | 2008–2009 |
| Gerard Juszczak       | 2009      |
| Vlastimil Bartosek    | 2009–2012 |
| Klaudiusz Hirsch      | 2012–2013 |
| Andrea Bucciol        | 2013–2015 |
| Andrzej Bianga        | 2015–2017 |
| Błażej Korczyński     | 2017–     |